# مروان دا كوستا
مانويل مروان دا كوستا ترينداد السنوسي المعروف ب مانويل دا كوستا (مواليد 6 مايو 1986 في سانت ماكس - فرنسا) لاعب كرة قدم مغربي ولد من أب برتغالي وأم مغربية .
يلعب لصالح المنتخب المغربي مركزه قلب الدفاع.

## مع النوادي

### نانسي
بدأَ مانويل دا كوستا مسيرته في الدرجة الأولى من الدوري الفرنسي معَ فريق نانسي. شاركَ في عشر مباريات في موسم 2005-06 وتمكّن من التوقيع على هدف الفوز في شباك لومان في نصف نهائي كأس الرابطة الفرنسية. حينها نجحَ نانسي في التتويج بالكأس ما مكّنهُ منَ التأهل للمشاركة في الدوري الأوروبي.

### آيندهوفن
بعد رفضهِ لعروض مُقدمة من كل من جيروندان بوردو ونيوكاسل يونايتد؛ اختارَ مروان اللعبَ والاحتراف في هولندا وبالضبط مع نادي آيندهوفن الذي لفتَ انتباهه بسبب مشاركته المتكررة في المسابقات القاريّة بما في ذلك دوري أبطال أوروبا. حينَها لم يكن يبلغُ مروان من العمر سوى 20 سنة وقد وقّع على عقد مدته خمس سنوات مقابل مليون يورو. أُعطيّ دا كوستا القميص الذي يحملُ الرقم 14 القميص وقد قال عن ذلك: «سيكون من الجميل أن أتطوّر وأحترفَ مع آيندهوفن.»

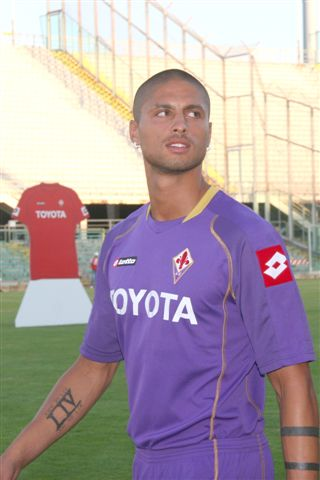
دا كوستا في فيورنتينا

بعدَ موسم أول متوسط؛ صار دا كوستا لاعبًا مهمًا في تشكيلة المدرب كومان الذي اعتمدَ عليه كلاعب أساسي في موسم 2007-08 وخاصة في قلب الدفاع وأحيانًا كظهير أيمن. لعب مروان أول مباراة له في دوري أبطال أوروبا في 12 أيلول/سبتمبر 2006 والتي انتهت بالتعادل السلبي أمامَ ليفربول.

### فيورنتينا
في 29 كانون الثاني/يناير 2008؛ توصّل آيندهوفن إلى اتفاقٍ مع نادي فيورنتينا الإيطالي من أجلِ التعاقد مع مروان دا كوستا. نجحت الصفقة لكنّ الموسم كان سيئًا بالنسبة للدولي المغربي بعدما قضاهُ كاملًا تقريبًا في دكّة البدلاء حيثُ لم يشارك سوى في مباريات قليلة وكلاعب احتياطي لا غير. بحلول 30 كانون الثاني/يناير 2009؛ غيّر مروان الوجهة صوبَ سامبدوريا الذي وقّعَ معهُ عقدًا حتى نهاية الموسم.

### وست هام يونايتد

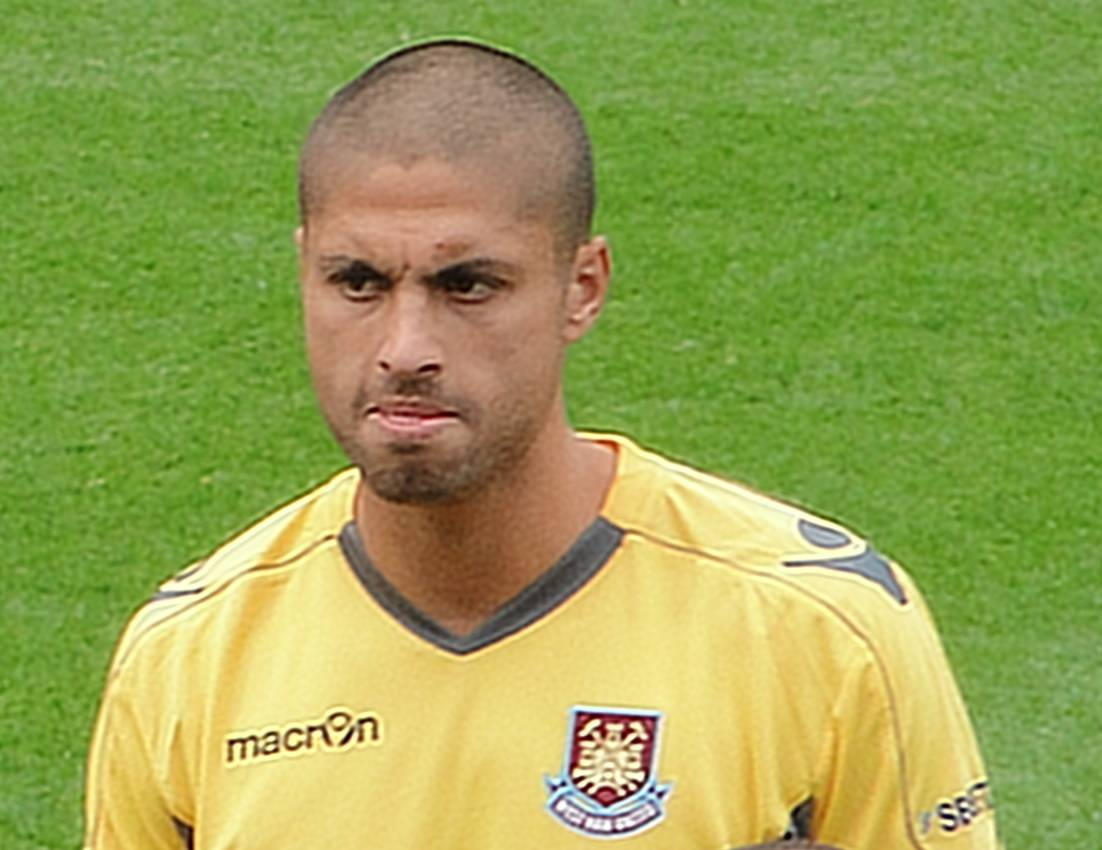
دا كوستا في وست هام

وقع مروان في آب/أغسطس 2009 عقدا لمدة ثلاث سنوات معَ وست هام يونايتد في صفقة لم يكشف عن تفاصيلها وهي ذات الصفقة التي انتقلَ بموجبها سافيو نسيريكو إلى فيورنتينا. لعب دا كوستا أول مباراة له معَ وست هام في في كأس رابطة الأندية الإنجليزية المحترفة أمام بولتون واندررز في 22 أيلول/سبتمبر 2009 والتي انتهت بفوز الأول بنتيجة 3 - 1، أمّا أول مباراة لهُ في الدوري فقد كانت بتاريخ 28 أيلول/سبتمبر 2009 وانتهت بخسارة فريقه بنتيجة 3-1 أمامَ مانشستر سيتي. سجل أول هدف له مع وست هام ضد هال سيتي في المباراة التي انتهت بالتعادل الإيجابي (3-3) في ملعب كيه سي في 21 تشرين الثاني/نوفمبر 2009. تركَ دا كوستا ترك فريقهُ وست هام في حزيران/يونيو 2011 وذلك بعدما خاضَ معهُ 35 مباراة في جميع المسابقات وسجل خلالها أربعة أهداف بما في ذلك اثنين ضد ستوك سيتي وواحد ضد إيفرتون.

### لوكوموتيف موسكو
في حزيران/يونيو 2011؟ غادر مروان نادي وست هام للانضمام إلى لوكوموتيف موسكو في صفقة لم يُكشف عنها هي الأخرى وذلكَ بعدما فشلَ وست هام في البقاء في الدوري الممتاز. قيلَ في وقتٍ لاحق إنّ قيمة الصفقة بلغت 1.5 مليون يورو؛ فيما لم تؤكد إدارة لوكوموتيف صحّة هذه الأخبار من عدمها. شاركَ دا كوستا في أول مباراة لهُ في 14 آب/أغسطس 2011 ضد نادي فولغا نيجني نوفغورود والتي انتهت بالتعادل السلبي. في 28 آب/أغسطس 2011؛ نجحَ دا كوستا في صنع هدف ثمين بعدما مرّر تمريرة حاسمة إلى فيليبي كايسيدو الذي سجل الهدف الوحيد في المباراة أمامَ نادي كوبان كراسنودار. في 10 أيلول/سبتمبر 2011؛ نجحَ دا كوستا في التوقيع على أول ثنائية لهُ في شباك زينيت سانت بطرسبرغ في المباراة التي انتهت بـ 4-2 لصالح رفقاء مروان. قبل نهاية موسم 2011/12؛ كانَ دا كوستا قد لعبَ 15 مباراة كاملة ثمّ واصلَ فرض نفسه في التشكيلة الرسميّة للفريق الأول في النصف الثاني من الموسم. لعب أيضًا في سبع من أصل ثماني مباريات في الدوري الأوروبي. في موسمهِ الجديد وبعدَ تغيير لوكوموتيف للمدرب السابق مقابلَ إشراف سلافن بيليتش؛ صار الاعتماد على دا كوستا ضعيفًا نوعًا ما وأصبحت مشاركاتهُ مع الفريق محدودة.

### سي دي ناسيونال

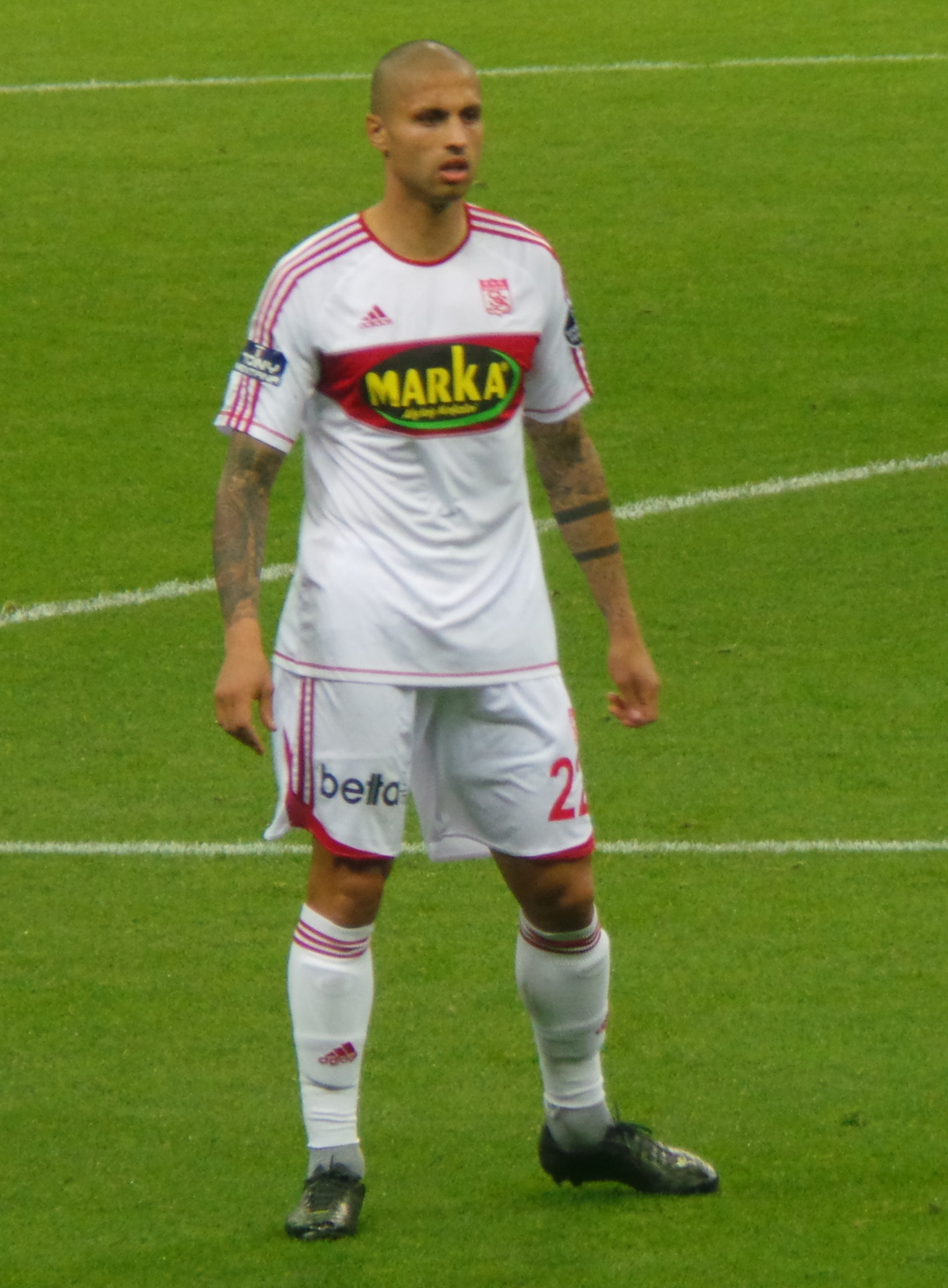
دا كوستا في سيفاسبور

في 31 آب/أغسطس 2012؛ أُعيرَ دا كوستا إلى ناسيونال ماديرا قادمًا من لوكوموتيف موسكو وذلك لكسب المزيد من الخبرات بهدف العودة في وقتٍ لاحق والمشاركة بشكل رسمي معَ الفريق الأول. على الرغم من كونهِ برتغاليًا نسبة لوالده إلّا أنّ هذه كانا تجربتهُ الأولى في الأراضي البرتغالية. أول مباراة له معَ فريقه الجديد كانت يوم 23 أيلول/سبتمبر 2012 والتي انتهت بالتعادل 3-3 ضد باكوس دي فيريرا. حصلَ مروان في 28 تشرين الأول/أكتوبر 2012 على البطاقة الحمراء وذلكَ بعد تلقيهِ إنذارًا ثانيًا في المباراة التي خسرها فريقهُ (2-1) ضد ريو أفي. سجّل مروان في الثالث من آذار/مارس 2013 هدف الفوز في المباراة أمام جيل فيسنتي التي انتهت بنتيجة 2 -1. تعرّض للطرد مجددًا أمامَ ريو أفي في المباراة التي انتهت بالتعادل الإيجابي 1-1. تبيّن فيما بعد أنّ تلك كانت آخر مباراة له مع الفريق بعدما لم يعد مدرجًا في التشكيلة الأساسية. في نهاية موسم 2012-13؛ عادَ دا كوستا إلى لوكوموتيف موسكو بعدما انتهت فترة إعارته.

### سيفاسبور
وقّع مروان في يوليو/تموز 2013 عقدًا مع فريق سيفاسبور التركي لمدة ثلاث سنوات.

### أولمبياكوس
في آب/أغسطس 2015 تعاقدَ أولمبياكوس مع دا كوستا في صفقة بلغت 1.9 مليون يورو فيما نصّ العقد على بقاء اللاعب في الفريق لمدة عامين وذلك تحتَ إدارة المدرب البرتغالي ماركو سيلفا.

### باشاك شهير
في 20 تموز/يوليو 2017؛ وقّعَ دا كوستا على عقدٍ جديد لمدة عامين أيضًا معَ نادي باشاك شهير التركي.

### الاتحاد
في الخامس من كانون الثاني/يناير عام 2019؛ انضمّ دا كوستا انضم لنادي الاتحاد السعودي في صفقة بلغت 4.5 مليون يورو.

## خلافه مع الاتحاد
في تاريخ 16 ديسمبر كسر المغربي مروان دا كوستا عقده مع نادي الاتحاد من طرف واحد احتجاجاً على عدم تسلم مستحقاته المالية.

## معَ المُنتخب
لم يُشارك دا كوستا في أيّ مباراة مع منتخب البرتغال لكنه كان حاضرًا في القائمة التي استُدعيت لخوض غمار تصفيات بطولة أمم أوروبا 2008 في تشرين الثاني/نوفمبر 2006 ومارس 2007. حاولَ منتخبي فرنسا والمغرب ضمّهُ لصفوفهما لكنّه بدلا من ذلك انضمّ إلى منتخب البرتغال تحت 21 سنة على الرغم من انه لا يجيد البرتغالية؛ إلّا أنّ دا كوستا أصر على أن البرتغال لها مكانة خاصة في قلبه ولذا فضّل الدفاع عن ألوانها.
مثل منتخب البرتغال في دورة تولون الدولية في أيار/مايو 2006 وذلك بعدما قاوم دعوات للعب في فرنسا حيثُ ولد. بحلول تشرين الأول/أكتوبر 2010؛ استُدعيّ دا كوستا للمرة الأولى للمشاركة معَ منتخب البرتغال تحت 23 سنة في المباراة ضد أيرلندا الشمالية في 12 تشرين الأول/أكتوبر. وبحلول أيار/مايو 2014؛ استدعى المدرب بادو الزاكي مروان للمشاركة معَ منتخب المغرب في كأس الأمم الأفريقية 2015. لعب أول مباراة له مع أسود الأطلس في 23 أيار/مايو والتي اكتسحَ فيها المغرب نظيرهُ الموزمبيقي برباعيّة نظيفة كما استدعي في اللائحة الرسميّة للمنتخب المغربي للمشاركة في كأس العالم لكرة القدم 2018 الذي أُقيمَ في روسيا.

## الحياة الشخصية
وُلدَ دا كوستا وترعرعَ في فرنسا من أبٍ برتغالي وأمّ مغربية. يتحدث اللغة الفرنسية بطلاقة كما اكتسبَ اللغة البرتغالية وكذا اللهجة المغربية إلى جانبِ اللّغة الإنجليزية. لديه العديد من الوشوم في جسمهِ وقد وشمها خلالَ تنقلهِ في مختلف أنحاء أوروبا بما في ذلك إيطاليا وفرنسا وإنجلترا وروسيا.

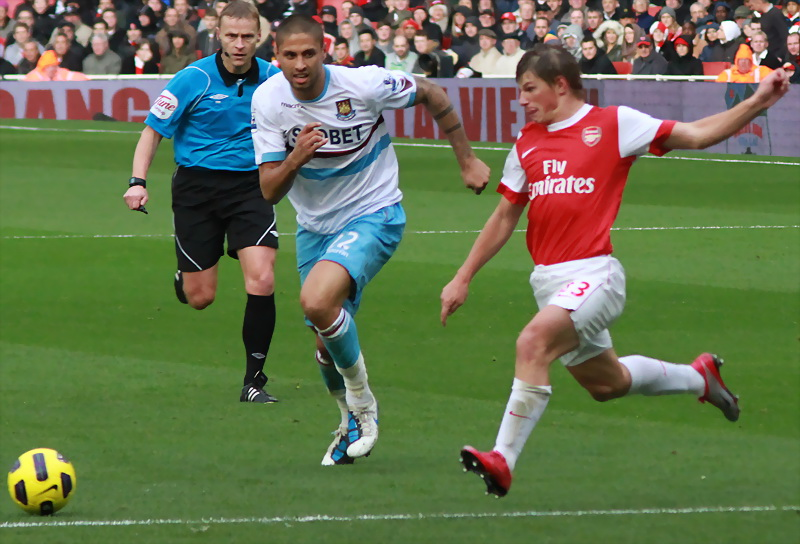
دا كوستا مع لاعب آرسنال أندري أرشافين.

### المسائل القانونية
وُجّهت في كانون الثاني/يناير 2011 لللاعب مروان دا كوستا تهمة الاعتداء الجنسي على امرأة في ملهى ليلي في لندن. ظهرَ في محكمة الصلح في 25 كانون الثاني/يناير من نفسِ العام. كان من المقرر حبسه حتّى 18 نيسان/أبريل 2011 لكنّه خرج بكفالة. بحلول 18 نيسان/أبريل؛ أنكر مروان الاعتداء الجنسي على المرأة في لندن في تشرين الأول/أكتوبر 2010 لكنّه اعترف بضربه لإحداهّن. أُفرجَ عنه بشروط في 12 أيلول/سبتمبر 2011؛ بما في ذلك دفع غرامة ماليّة قدرها ألف جنيه إسترليني وكذا تعويض الضحيّة بـ 250 جنيه بعدما كان قد صفعها على وجهها.
خلال لعبهِ لصالح نادي ناسيونال عام 2013؛ اعتُقلَ دا كوستا بتهمة القيادة تحت تأثير الكحول وذلكَ بعدما تجاوزَ الحد القانوني المسموح به. في المحكمة؛ غُرّم دا كوستا بمبلغ 350 يورو ومُنع من القيادة لمدة ثلاثة أشهر بسبب القيادة تحت تأثير الكحول.

## الإنجازات

### النادي
نانسي لوريان
- كأس الرابطة الفرنسية (1) : 2006

 ايندهوفن
- الدوري الهولندي (2) : 2007، 2008

 اولمبياكوس
- الدوري اليوناني (2) : 2016، 2017

 طرابزون سبور
- كأس تركيا (1) : 2020

## إحصائيات

### المنتخب المغربي
آخر تحديث تمّ في 9 أيلول/سبتمبر 2018.
| منتخب المغرب | منتخب المغرب  | منتخب المغرب |
| السنة        | عدد المباريات | عدد الاأهداف |
| ------------ | ------------- | ------------ |
| 2014         | 8             | 0            |
| 2015         | 1             | 0            |
| 2016         | 8             | 0            |
| 2017         | 5             | 0            |
| 2018         | 9             | 1            |
| المجموع      | 31            | 1            |

### الأهداف الدولية
آخر تحديث تمّ في 31 مارس 2018.
| #  | التاريخ           | المكان                                            | الخصم     | النتيجة | النتيجة النّهائيّة | المنافسة    |
| -- | ----------------- | ------------------------------------------------- | --------- | ------- | ---------------- | ----------- |
| 1. | 27 آذار/مارس 2018 | المركب الرياضي محمد الخامس، الدار البيضاء، المغرب | أوزبكستان | 2-0     | 2-0              | مباراة ودية |

## روابط خارجية
- مروان دا كوستا على موقع الاتحاد الدولي (مؤرشف)  (الإنجليزية)
- مروان دا كوستا على موقع اتحاد تركيا (لاعب) (الإنجليزية)
- مروان دا كوستا على موقع رابطة كرة القدم الفرنسية للمحترفين (الإنجليزية)
- مروان دا كوستا على موقع قاعدة بيانات كرة القدم.إي يو (الإنجليزية)
- مروان دا كوستا على موقع ليكيب (الفرنسية)
- مروان دا كوستا على موقع ناشيونال فوتبول تيمز (الإنجليزية)
- مروان دا كوستا على موقع Soccerbase.com (لاعب) (الإنجليزية)
- مروان دا كوستا على موقع Soccerway.com (الإنجليزية)
- مروان دا كوستا على موقع عالم كرة القدم.نت (الإنجليزية)